# Франкавилла-Анджитола
Франкавилла-Анджитола (итал. Francavilla Angitola) — коммуна в Италии, располагается в регионе Калабрия, подчиняется административному центру Вибо-Валентия.
Население составляет 2357 человек, плотность населения составляет 84 чел./км². Занимает площадь 28 км². Почтовый индекс — 89815. Телефонный код — 0968.
Покровителем коммуны почитается святой Фока Синопский (San Foca). Праздник ежегодно празднуется 5 марта.